# 러시아-시리아 관계
러시아-시리아 관계(아랍어: العلاقات الروسية السورية, 러시아어: Российско-сирийские отношения)는 러시아와 시리아 간의 양국 관계를 말한다. 두 나라는 2024년까지 전략 및 상호이익적 관계를 추구했으나, 2024년 시리아 반군 공세에서 바샤르 알아사드가 몰락하며 관계의 변화가 생기게 되었다.

## 상세

### 1차대전 이전
두 나라는 직접적으로 연결된 적은 없었으나, 러시아 제국과 오스만령 시리아를 점유하고 있었던 오스만 제국은 크림 전쟁을 벌이며 지중해 및 흑해 지역에서 패권을 차지하기 위해 전쟁을 벌였다.

### 1차대전 및 2차대전 이후
오스만 제국의 붕괴와 로잔 조약의 체결은 시리아가 오스만 제국에서 독립하여, 프랑스 위임통치령 시리아가 되는 결과를 가져왔다. 시리아는 2차대전 당시 프랑스의 지배 하에 있었다. 시리아는 1943년에 독립을 선언하고, 1946년에 독립을 쟁취한다. 시리아는 독립 이후 소련과 관계가 대폭 증대된다. 특히 반서방 및 민족주의를 주창하던 시리아에게 소련은 이익이  부합하는 우방국이었다. 시리아가 독립 후 처음으로 치룬 아랍-이스라엘 분쟁에서 소련이 시리아에게 군사 물자를 지원하며 두 나라 간 유대 관계가 시작된다. 1949년 3월 시리아 쿠데타 이후 바트당이 권력을 잡고, 바트당과 시리아는 돈독한 관계를 유지한다. 하페즈 알아사드와 그의 아들 바샤르 알아사드 모두 소련과 러시아와 관계를 중요하게 여겼다.
이렇게 소련이 시리아를 지원한 까닭은  육상으로는 중동지역을, 해상으로는 지중해에 대한 교두보 확보라는 전략적 가치에 의해서다. 군사 물자 외에도, 소련은 군사 고문단과 경제 차관을 제공하였다.

### 냉전
시리아는 이스라엘의 국제적 승인을 인정하지 않고, 이스라엘에 대한 무력 도발을 지속적으로 감행했다. 이러한 시리아의 군사적 행동에는 소련제 전차, 전투기 등이 활용되었다.

### 아랍의 봄 이후
시리아 내전 당시 시리아 반군과 대척점에 서 있는 시리아 정부군이 열세에 몰릴 때마다, 러시아는 이란과 함께 바샤르 알아사드의 군대를 지원했다. 특히 러시아는 러시아 공군, 스페츠나츠, 러시아 정보총국, 흑해 함대 등이 개입하여 시리아 반군을 공격했다. 러시아 공군은 흐메이밈 공군기지에서, 러시아 해군은 2024년까지 타르투스 해군 기지에 주둔하며, 시리아 정부군을 지원했다.

### 바샤르 알아사드의 몰락 이후
시리아 반군이 내전에서 승리하며, 시리아 내 주둔하고 있었던  러시아군은 모두 철수하였다. 주러시아 시리아 대사관은 시리아 내 러시아 국민들에게 대피링을 내리고, 시리아 내에서 자국민의 철수와 조속한 귀국을 요청했다. 바샤르 알아사드 또한 러시아 모스크바로 정치적 망명을 하게 됨에 따라, 향후 제2차 시리아 과도정부와 러시아의 관계가 불투명해졌다.

## 같이 보기
- 러시아의 대외 관계
- 시리아의 대외 관계
- 외국의 시리아 내전 관여
- 러시아의 시리아 내전 개입